# 豊島村 (香川県)
豊島村（てしまそん）は、香川県小豆郡にあった村。
村役場はその後、土庄町立豊島公民館になっている。

## 歴史
- 1890年2月15日 - 町村制施行に伴い、小豆郡家浦村、唐櫃村、甲生村が合併し、豐嶋村が発足。
- 1955年4月1日 - 土庄町・北浦村・四海村・大鐸村・淵崎村と新設合併し、改めて土庄町が発足。同日付で豊島村が廃止。